# هری بارون
هری بارون (انگلیسی: Harry Barron؛ ۱۱ اوت ۱۸۴۷ – ۲۷ مارس ۱۹۲۱ (۷۳ ساله)) سیاست‌مدار و نظامی اهل پادشاهی متحد بریتانیای کبیر و ایرلند بود. وی همچنین برندهٔ جوایزی همچون نشان سلطنتی ویکتوریایی شده‌است.